# Kayleigh van Dooren
Kayleigh Marit Ellen van Dooren (Veldhoven, 31 luglio 1999) è una calciatrice olandese, centrocampista del Twente e della nazionale olandese.

## Palmarès

### Club
- Campionato olandese: 2

Twente: 2021-2022, 2023-2024
- Coppa dei Paesi Bassi: 2

PSV: 2020-2021
Twente: 2022-2023
- Supercoppa dei Paesi Bassi: 3

Twente: 2022, 2023, 2024